# 진주청동기문화박물관
진주청동기문화박물관은 경상남도 진주시 소재의 역사 박물관이다.

## 연혁
- 2009. 04. 15 박물관 등록(경상남도 제40호 1종 전문박물관)
- 2009. 06. 11 박물관 개관

## 관람 안내
관람 시간
- 3월∼10월: 09:00∼18:00
- 11월∼다음 해 2월: 09:00∼17:00
- 매표시간: 09:00부터 관람 시간 끝나기 30분 전까지

휴관일
- 매주 월요일, 1월 1일, 설, 추석